# Clytra novempunctata
Clytra novempunctata is een keversoort uit de familie bladkevers (Chrysomelidae). De wetenschappelijke naam van de soort werd in 1808 gepubliceerd door G.A. Olivier.